# El tesoro de Atahualpa
El tesoro de Atahualpa es una película muda ecuatoriana dirigida por Augusto San Miguel y estrenada en los teatros Edén y Colón de Guayaquil el 7 de agosto de 1924. Fue la primera película argumental de cine ecuatoriano, convirtiéndose en la iniciadora del arte cinematográfico en el país. En octubre de 2006, el ministro de cultura de Ecuador, Raúl Vallejo, instituyó el 7 de agosto como día del cine ecuatoriano, en honor a la fecha de estreno de El tesoro de Atahualpa.
La película se rodó en Guayaquil, Durán y varias poblaciones a lo largo del recorrido del Ferrocarril Transandino. La trama giraba alrededor de la búsqueda del misterioso tesoro del inca Atahualpa. Sin embargo, la película se perdió con el tiempo, siendo recortes de periódicos de la época los únicos vestigios que quedan de la misma.

## Sinopsis
Un estudiante de medicina emprende la búsqueda del legendario tesoro del inca Atahualpa luego de salvar la vida de Ramanchen, un indígena anciano que le revela el secreto para hallar el tesoro. Durante su aventura se enfrenta a Erie Van den Enden, un extranjero ambicioso que también va tras el tesoro de Atahualpa.

## Reparto
- Evelina Orellana, como Raquel.
- Anita Cortés, como Laura.
- Julieta Stanford, como Francisca White.
- Augusto San Miguel, como Alberto García.
- R. Matamoros, como Erie Van den Enden.
- P. Chevasco, como Periquín Chumacera.
- F. Zaldumbide, como Indio Ramanchen.
- Manolo Vizcaíno, como boxeador fantasma.